# Joan Baptista Sancho
Joan Baptista Sancho (Artà, Mallorca, 1772 o 1776 — Mission San Antonio, Califòrnia, 1830) fou un compositor, erudit i missioner mallorquí.
Va ser un dels introductors a Califòrnia dels estils de música religiosa vigents a Europa el segle xviii (cant pla, polifonia sacra, òpera i música instrumental amb basso continuo). El 1803 va arribar a Mèxic des de la seva Mallorca nativa i, el 1804, es va establir a la missió San Antonio, on va romandre fins a la seva mort, el 1830. Sancho va ser un dels redactors d'un curiós Interrogatorio en què s'informava sobre les condicions de vida dels nadius de Califòrnia i s'exposaven detalls sobre els seus costums socials, la seva flora autòctona i, fins i tot, la seva música. També va fer recopilacions del lèxic de les llengües natives de Califòrnia. Com a compositor, la seva Misa en sol i la Misa de los Angeles són les seves obres més rellevants.